# Libra (álbum de Lali Espósito)
Libra é o quarto álbum de estúdio da cantora argentina Lali, lançado em 12 de novembro de 2020, pela Sony Music Argentina. A cantora trabalhou com vários produtores e co-escritores no álbum, incluindo Rafael Arcaute, Tainy, Fito Páez, Camilo, Mau y Ricky, Julio Reyes, Abraham Mateo, Big One, Rec808, e JonTheProducer, entre outros.
O álbum expande o som pop de seus antecessores, A Bailar (2014), Soy (2016) e Brava (2018), enquanto incorpora elementos de hip hop, trap, R&B, reggaeton, e pop urbano. Precisamente, Libra encontra Lali procurando um equilíbrio entre seu som pop característico, que ela define como sua "essência", e estes novos elementos urbanos que ela vem incorporando em sua música desde Brava. Cazzu, Mau y Ricky, Noriel e CNCO fazem aparições convidadas no álbum.
Libra foi precedido pelo lançamento de quatro singles entre outubro de 2019 e agosto de 2020: "Laligera", "Como Así", "Lo Que Tengo Yo" e "Fascinada". O álbum foi lançado na noite de 12 de novembro de 2020 como um lançamento surpresa, uma hora depois que a faixa "Ladrón" foi lançada como seu quinto single.

## Lista de faixas
| N.º            | Título                                 | Compositor(es)                                                                                 | Produtor(es)                                       | Duração |  |
| 1.             | "Eclipse"                              | Mariana Espósito Rafael Arcaute Julio Reyes Nicolás De La Espirella Leroy Sanchez              | Rafael Arcaute Julio Reyes Nicolás De La Espirella | 3:03    |  |
| 2.             | "Ladrón" (com Cazzu)                   | Espósito Julieta Cazzucheli Daniel Real Enzo Sauthier                                          | Big One                                            | 3:19    |  |
| 3.             | "Fascinada"                            | Espósito Arcaute Angel López Federico Vindver Gabriel Gonzalez Gino Borri                      | Arcaute Ángel Lopez Federico Vindver               | 2:44    |  |
| 4.             | "Bailo Pa Mí"                          | Espósito Abraham Mateo Chamorro Edgar Andino                                                   | Abraham Mateo                                      | 2:39    |  |
| 5.             | "Enredaos"                             | Espósito Gabriel Gonzalez Claudia Prieto Elena Rose                                            | Rec808                                             | 3:12    |  |
| 6.             | "No Puedo Olvidarte" (com Mau y Ricky) | Espósito Mauricio Montaner Ricardo Montaner Jon Leone Camilo Echeverry Elof Loelv              | JonTheProducer                                     | 2:45    |  |
| 7.             | "Laligera"                             | Espósito Arcaute Angel López Federico Vindver Gabriel Gonzalez Gino Borri                      | Arcaute Lopez Vindver                              | 2:58    |  |
| 8.             | "Lo Que Tengo Yo"                      | Marco Masis M. Montaner R. Montaner Echeverry Max Matluck                                      | Tainy                                              | 2:26    |  |
| 9.             | "Pa Que Me Quieras" (com Noriel)       | Espósito Noel Santos Román Juan Manuel Frías José Robles Juan Rubiera Juan Santana Ronny Frías | Brasa                                              | 2:45    |  |
| 10.            | "Como Así" (part. CNCO)                | Espósito Jowan Espinosa J. Frías Andrés Restrepo Pablo Preciado Yoel Henriquez                 | Jowan Rolo                                         | 3:06    |  |
| 11.            | "Una Esquina en Madrid"                | Espósito Fito Páez                                                                             | Diego Olivero                                      | 3:49    |  |
| Duração total: | Duração total:                         | Duração total:                                                                                 | Duração total:                                     | 33:19   |  |